# Leukémia Fesztivál
Az Országos Jótékonysági Leukémia Fesztivál (vagy röviden Leukémia Fesztivál) országos rendezvénysorozatot 2006 márciusa óta szervezik. A fesztiválsorozatot a fővárosban és vidéken több klubban megrendezték már és folyamatosan szerveződnek további állomások is. A rendezvényeken többféle stílusú élőzene mellett vetítés, pantomim, versmondás, ruhabemutató és gépzene is szórakoztatja a közönséget. Több mint száz zenekar és előadó támogatja dalaival és fellépésével a kezdeményezést.
Célja a leukémiás betegek támogatása. Egyrészt a fesztivál látogatóitól adományt kérnek „A Leukémiás Betegekért” alapítvány számára, másrészt figyelemfelkeltés a céljuk. A leukémiás betegek ellátása az egyik legdrágább gyógyító tevékenység. Reményeik szerint a jó példa követőkre akad, és mások is segítenek.
„A Leukémiás Betegekért” alapítvány célja: „A betegek gyógyításának elősegítése, életminőségének javítása, és a hematológiai betegellátás korszerűsítése.” Az adományokból befolyt összeggel a Szent László Kórház Hematológiai osztályát támogatja. Az alapítvány képviselője dr. Herjeczki Kornél.
A Leukémia Fesztiválon és a társult rendezvényeken több külföldi előadó is fellépett már, illetve jelezte fellépési szándékát. Az Emberek Emberekért válogatáson is szerepelnek dalok külföldi zenészektől. Előadók, szerzők és szervezők támogatják a kezdeményezést Magyarországon és Erdélyen túl a következő országokból: Amerikai Egyesült Államok, Ausztrália, Ausztria, Bulgária, Nagy-Britannia, Németország, Svájc és Svédország.
A Leukémia Fesztivál deklaráltan politikamentes, pártsemleges és független. A stábban egyaránt találhatók jobb- és baloldali meggyőződésű, illetve többféle felekezethez tartozó hívők és világi személyek.
Ez a kezdeményezés olyan zenészek, dalszerzők, roadok, koncertszervezők, klub-tulajdonosok összefogása, akik a cél érdekében képesek voltak felülemelkedni a világnézeti különbségeken. A cél pedig nem más, mint hogy ki-ki a maga képessége, tehetsége, tudása, lehetőségei szerint segítse az elesetteket. És ebben jó példával elől járjon, kedvet csinálva másoknak is. Ahogyan a Keresztény Rockzenészek A Leukémiás Betegekért rendezvény kapcsán a magyar közönség számára írt ajánlójában a világhírű Noel Richards fogalmazott:
„Ez a zenei fesztivál nagyszerű alkalom, hogy résztvevőként te is segíthess adományokat gyűjteni azoknak, akik magukon nem tudnak segíteni. Ne szalaszd el ezt a lehetőséget, hogy változtass valakinek az életén!”
Vagy amit Jézus Krisztus tanított, és amit a Leukémia Fesztivál mottójául választott:
„Amit tehát szeretnétek, hogy az emberek veletek cselekedjenek, ti is ugyanazt cselekedjétek velük...”
Eddig 7 város 12 színpadán 16 fesztiválon szólt a zene a betegekért, és 1 170 220 Ft adomány gyűlt össze.

## Története

### Az indulás (Budapesti fesztivál)
Az első fesztivált Jozé szervezte 2006-ban a budapesti Kék Yuk, Vörös Yuk és Híradó Klub szórakozóhelyekre. Sajnos a Híradó Klubos színpad elsőre elmaradt, azonban 2007-ben sikerült bepótolni.
Saját szavaival a kezdetekről:
„Egyrészt 2006. januárban egy ismeretlen betegség levett a lábamról (szó szerint). Három hét eredménytelen SZTK kivizsgálás után gyakorlatilag ölben vittek be a Szent László Kórházba egy újabb teljes kivizsgálásra. Amikor már képes voltam csoszogásra, akkor szembesültem azzal, hogy mit is jelent a leukémia. Ugyanis az engem vizsgáló belosztállyal szemben volt a hematológia. És ez az élmény nem csak 3 percre érintett meg, mint amikor olvasok a témáról, vagy látok egy rövid tévéösszeállítást, hanem nap mint nap. Úgy éreztem: valamit tennem kell.
Másrészt 2006-ban volt a Leukémia zenekar 20 éves, és azon is sokat gondolkodtam, hogyan lehetne erről méltóképpen megemlékezni. Akkor jött az ötlet: mi volna, ha lenne egy jubileumi Leukémia koncert, ahol rendhagyó módon a zenekar ad ajándékot. Ajándékot a leukémiás betegeknek. Úgy tudom, ez mind a zenekarnál, mind a baráti körben korábban is felvetődött, de mindig megbukott az ügy az „öltönyösök” miatt…
Felhívtam pár havert, küldtem pár SMS-t és gyakorlatilag fél órán belül állt az első buli váza. Ezután felkerült egy vonalas hír a Secondshot és a Tarzansite webzinekre, és másnap elkezdtek özönleni e-mailben a jelentkezők, illetve az aktivisták."
Az első Leukémia Fesztivál 2006. október 13-14. zajlott Budapesten, két helyszínen. A rendezést/szervezést nagyrészt a Magyar Pink Floyd Klub tagjai vállalták. A fő attrakcióként tervezett Leukémia zenekar sajnos nem tudott fellépni, mert közbejött Dávid USA ösztöndíja. Így a Leukémia zenekar műsorvezetőként (Lacika, Guppi), s ugyanígy képviseltette magát a Hit Rock zenekar (Apuka) és a Nomad együttes (Cicó) is. A fesztivál hőse kétségkívül Makó Dávid (Stereochrist) volt, aki a zenekari cucc szervezését, a műsorvezetést, a színpadmesterséget is bevállalta a fellépés mellett. Schleki (Yellow Spots) volt a másik színpadmester. Waszlavik Gazember pedig elvállalta a művészeti fővédnökséget.
A rendezvény szakmai fővédnöke pedig dr. Fekete Sándor osztályvezető főorvos lett, aki a Magyar Hematológiai és Transzfuziológiai Társaság elnöke.
Az első fesztivál tehetségkutatójának a győztese a füzesgyarmati Súly zenekar lett.
161+20 ezer forint adomány gyűlt össze. Ebből az alapítvány kis kiegészítéssel olyan csontvelő-mintavételező tűket vásárolt, amikkel kevésbé fájdalmas a betegek számára a beavatkozás.

### Követők (Országos Fesztivál)
A Leukémia Fesztivál hamar követőkre talált. A céllal egyetértve több önkéntes csatlakozott, illetve szerveződni kezdtek önálló szervezésű társult-rendezvények is. Például: Leukémia - Jótékonysági Fesztivál, I., II., III. és IV. Pécsi Leukémia Fesztivál, I. Siófoki Leukémia Fesztivál, I. Gödöllői Leukémia Fesztivál, I. Kanizsai Rock-est a Leukémiás Betegekért, I. Kapuvári Leukémia Fesztivál, I. Hatvani Leukémia Fesztivál. Ezen túl a Keresztény Rockzenészek A Leukémiás Betegekért fesztivál - az élőzene mellett imákkal és evangéliumolvasással, valamint az „Anti-Drog Fesztivál - Mindig van kiút!", ahol a koncertek között beszédek, tapasztalatok hangzottak el drog-prevenciós céllal. Mindegyik rendezvény felajánlotta az eseményen gyűlt adományokat "A Leukémiás Betegekért" alapítvány részére.
Az első vidéki bulit Renugard szervezte. Gyakorlatilag magától és önerőből. Megtetszett neki az ötlet és csatlakozott. Ez lett az I. Pécsi Leukémia Fesztivál. Ezt követően további vidéki fesztiválok szerveződtek. Részben további önkéntesek keresték meg a Fesztivál stábját (pl. I. Hatvani Leukémia Fesztivál, Monori Szabolcs), részben az önkéntesek kerestek meg további klubokat, alapítványokat (pl. I. Kanizsai Rock-est A Leukémiás Betegekért, Ka-rock Alapítvány).
Mindenütt önkéntesek csapata csatlakozott a kezdeményezéshez: roadok, koncertszervezők, műsorvezetők, klub-tulajdonosok, fotósok, plakátozók, szponzorok, médiatámogatók... Volt, ahol étterem kínálta meg ingyen étellel a jótékonysági munkát végző szervezőket, rendezőket, fellépőket.
A társult rendezvények együttes erővel országos szintre emelték a jótékonysági fesztivál munkáját.

### Kiteljesedés (Nemzetközi Fesztivál)
A Leukémia Fesztivál már az első alkalommal sem csak zenével várta a jótékonykodó közönséget. Németh Nyiba Sándor verset mondott, dr. Herjeczki Kornél és Jozé pedig a segítségnyújtásról beszéltek az egybegyűlteknek. Továbbá az első Leukémia Fesztivál-on bejelentették, hogy elkezdődött az Emberek Emberekért című többrészes jótékonysági válogatásalbum szervezése.
A következő évben a központi rendezvényen be is jelentették az első részek megjelenését, magyar és nemzetközi előadókkal. Szerepelt például az albumon Eric Truffaz (CH) az Off Course zenekarral közös felvétele, Territorial Chant (USA) dal és Noel Richards Band (UK) szám is. Noel Richards egyenesen ajánlást küldött az egyik társult rendezvényhez (Keresztény Rockzenészek a Leukémiás Betegekért).
Szintén szerepel a válogatáson egy-egy dallal Matt Schellenberg (USA) és a Rengeteg, valamint Jim Stewart (USA) & The Last Chance Band. Ez a két magyar-amerikai zenekar fel is lépett Budapesten (Híradó Klub).
Szintén e célból látogatott hazánkba az osztrák Perishing Mankind (Kék Yuk), a bolgár Last Hope (Kultiplex) és az erdélyi Szabó-Nagy Attila (Vörös Yuk).
Szintén Erdélyből érkezett Kercsó Margit profi jelmeztervező, méghozzá egy jelmez- és kosztümkollekcióval, amit népes modellsereg mutatott be az egybegyűlteknek.
Stefan Bergner német pantomimművész két alkalommal is szerepelt a fesztiválon.
A versmondók, beszédmondók száma is bővült. Például ellátogatott a Leukémia Fesztiválra néhány lelkesítő mondat elejéig Növényi Norbert, aki a végén még dalra is fakadt.
A Leukémia Fesztiválnak számos külföldi követője is akadt. Többek között a fesztivál hírére Ausztráliában jótékonysági vacsorát rendeztek a leukémiásokért az ottani magyarok.
A külföldön élő magyarok közül másokat is megihletett a kezdeményezés. Például a Svédországban élő és dolgozó fotóművész Noobilis is készített a Fesztiválnak és a válogatásalbumnak grafikát, bannert.

### Törés után (Új alapokon)
2009 januárjában a 15. Jubileumi Jótékonysági Leukémia Fesztiválon ellopták az egyik gitáros torzítópedálját az öltözőből. Ez annyira megviselte Jozét, hogy megfogadta, addig nem szervez több Leukémia Fesztivált, amíg elő nem kerül az a bizonyos narancsszínű effektpedál.
Ennek ellenére továbbra is megengedte a Leukémia Fesztivál név, illetve a segelykoncert.hu domain használatát a társult fesztiváloknak, szervezőknek, kluboknak és zenekaroknak. Egyszerű kétkezi társadalmi munkásként továbbra is segédkezik a társult rendezvényeken. A motivációkról Jozé közleményt adott ki.
Az új korszak első rendezvénye 2009 márciusában volt (Rest Of The Fest – Leukémia Segélykoncert Ráadás). A főszervező az OneHeadedMan zenekar volt. Ismét többen társultak a társadalmi munkához, és a fesztivál szekere olajozottan haladt tovább.
A Kispajtás Tánc- És Szalonnazenekar az ellopott gitártorzító helyett saját zsebből adott egy másikat a károsult zenésztársnak.

### További események és tervek
A Leukémia Fesztivál és az Emberek Emberekért önkéntesei többek között a következő tervek megvalósításán gondolkodnak, dolgoznak:
- XVII. Leukémia Fesztivál Budapest
- Best Of Emberek Emberekért (Jótékonysági válogatás a korábbi évek dalaiból)
- Critical State (Kerékpáros felvonulás a leukémiás betegekért) Budapest
- Punkzenészek a Leukémiás Betegekért Fesztivál Budapest
- "Önzetlenség" - Alternatív Leukémia Fesztivál Budapest (A 2007 novemberére a Gödör Klubba megígért és meghirdetett, majd elszabotált fesztivál pótlása máshol, máskor. Lehetőleg az összes akkor jótékonykodni szándékozó előadó részvételével, kárpótlásával.)
- V. Pécsi Leukémia Fesztivál
- II. Hatvani Leukémia Fesztivál
- II. Kanizsai Rock-est a Leukémiás Betegekért
- I. Lajosmizsei Leukémia Fesztivál
- I. Fehérvári Leukémia Fesztivál
- I. Egri Leukémia Fesztivál
- I. Szolnoki Leukémia Fesztivál
- I. Bajai Leukémia Fesztivál
- I. Zalaegerszegi Leukémia Fesztivál
- I. Soproni Leukémia Fesztivál
- I. Szombathelyi Leukémia Fesztivál
- I. Győri Leukémia Fesztivál
- I. Szegedi Leukémia Fesztivál
- Erdélyi Leukémia Fesztivál egy erdélyi kórház megsegítésére (több városból is érdeklődtek)

## Eddigi fesztiválok
- Leukémia Fesztivál 2006 - Segélykoncert a leukémiás betegekért (2006 Budapest - 181000 Ft)
- I. Pécsi Leukémia Fesztivál (2007 Pécs - 30000 Ft)
- Anti-Drog Fesztivál - Mindig van kiút (2007 Budapest - 72000 Ft)
- Keresztény Rockzenészek A Leukémiás Betegekért Fesztivál (2007 Budapest - 64120 Ft + 10 penny)
- I. Kanizsai Rock-est A Leukémiás Betegekért Fesztivál (2007 Nagykanizsa - 42000 Ft)
- I. Gödöllői Leukémia Fesztivál (2007 Gödöllő - 1500 Ft)
- I. Siófoki Leukémia Fesztivál (2007 Siófok - 20000 Ft)
- II. Pécsi Leukémia Fesztivál (2007 Pécs - 85000 Ft)
- "Leukémia" Jótékonysági Fesztivál (2007 Budapest - 117000 Ft)
- Leukémia Fesztivál 2007 - Segélykoncert a leukémiás betegekért (2007 Budapest - 230600 Ft)
- I. Kapuvári Leukémia Fesztivál (2007 Kapuvár - 38000 Ft)
- I. Hatvani Leukémia Fesztivál (2008 Hatvan - 147000 Ft)
- III. Pécsi Leukémia Fesztivál (2008 Pécs - 17600 Ft)
- IV. Pécsi Leukémia Fesztivál (2008 Pécs - 20000 Ft)
- 15. Jubileumi Jótékonysági Leukémia Fesztivál - Leukémia Fesztivál 2009 (2009 Budapest - 74000 Ft)
- Rest Of The Fest - Leukémia Segélykoncert Ráadás (2009 Budapest - 30100 Ft)
- Csendesnapi Imaóra a Leukémiás Betegekért (2010 Piliscsaba - nem volt adománygyűjtés)

## Eddigi helyszínek
- Art Rock Cafe - Siófok
- Henry J. Bean'a Blues 'Alley - Budapest
- Híradó Klub - Budapest
- Kék Yuk - Budapest
- Kultiplex - Budapest
- Légszeszgyár Klub - Pécs
- Liszt Ferenc Művelődési Ház (DALI) - Hatvan
- SásKa-Rock Klub - Nagykanizsa
- Shop-Stop Cafe - Kapuvár
- Toxic Club - Pécs
- Trafo Club - Gödöllő
- Vörös Yuk - Budapest

## Eddig fellépett előadók

### Budapest 2009
- Black Dog (Led Zeppelin Tribute)
- Burn (ex-AnDante)
- Fortuna Rock Band
- Kispajtás Tánc- És Szalonnazenekar (ex-Hecatomb)
- Marooned Guitar Duo (Pink Floyd Tribute)
- OneHeadedMan
- Profundo
- Részletkérdés
- RHS2
- Richie 11
- Slogan
- Sounday Inc
- Tarr Erika Pitypang

### Hatvan 2008
- Benkő László (Omega)
- Bulldózer (ex-XL-Sisters, ex-Bergendy, ex-Prognózis, ex-P. Mobil, ex-Hobo Blues Band, ex-Beatrice, ex-P. Box, ex-Illés, ex-R-Go)
- Inscape
- Magor
- Médiaribi
- Orpheus
- Pajzs

### Pécs 2008
- Brewtal
- Creep
- Fél-X
- Hero.com
- I Got Some
- Tilt
- Triton (Pokolgép / Ossian Tribute)

### Budapest 2007
- Alhana
- AnDante
- Anxius
- Barna Zoltán
- Blues/vers
- Bulldózer (ex-XL-Sisters, ex-Bergendy, ex-Prognózis, ex-P. Mobil, ex-Hobo Blues Band, ex-Beatrice, ex-P. Box, ex-Illés, ex-R-Go)
- C.A.F.B.
- Cicó (Nomad, The Bedlam)
- Ezrah (ex-Tranzit)
- Fekete Teve
- Flop
- HemBa (ex-Kretens, ex-Leukémia)
- Interface
- Jim Steart (USA) & The Last Chance Band
- Jozé (ex-Pompeii, ex-Stonehenge)
- Kercsó Margit (Erdély)
- Koczka Gabriella
- Kósa Zsolt (Team Rock Band)
- Lady Picture Show
- Last Hope (BG)
- Mahanaim
- Matt Schellenberg (USA) és a Rengeteg
- Németh Nyiba Sándor (De-Pression)
- Nomed (ex-The Bedlam, ex-Warpigs)
- Növényi Norbert
- OneHeadedMan
- Perishing Mankind (A)
- Részletkérdés
- Richie 11
- Sollen
- Stefan Bergner (D)
- Sounday Inc
- Súly
- Szabó-Nagy Attila (Erdély)
- Szabó Nagy Zsuzsanna
- Tarr Erika Pitypang
- TirPunk
- Waszlavik Gazember László
- Wathc My Dying

### Siófok 2007
- Babylon
- Deep Street
- Taste My Pain

### Gödöllő 2007
- Mátyás Attila Band (ex-F.O. System, ex-Sex Action)
- Miheztartás végett
- Paranova
- Reflected
- Szükségállapot

### Kapuvár 2007
- Boxer Rock Band (ex-Mad-Max)
- Free Time Band
- M-Lék

### Nagykanizsa 2007
- No Problem
- Radioaktiv
- Szikla

### Pécs 2007
- Blitzkireg
- Chromantika
- Combine
- Creep
- Earth (Black Sabbath Tribute)
- Lecsó
- Morfium
- Shock
- Siberia
- The Colic

### Budapest 2006
- Apuka (Hit Rock)
- Burn To Gain Salvation
- Cicó (Nomad, The Bedlam)
- Deep Street
- dózer.hu
- Eszterlövészek
- Fly-Tox
- Freehand
- Gazdálkodj Okosan
- Guillotine
- Guppi (Leukémia)
- HemBa (ex-Kretens, ex-Leukémia)
- Left
- Makó Dávid (Stereochrist)
- Németh Nyiba Sándor (De-Pression)
- Oltyán Lacika (Leukémia)
- OneHeadedMan
- Pásztor Tamás (Eszterlövészek)
- Penalty Kick
- Richie 11
- Sacra Arcana
- Sage
- Septicmen
- Shitpump
- Sollen
- SoundShine
- Sterechrist (ex-Mood)
- Streetworld
- Súly
- Szakadék
- Szükségállapot
- Tango Uunderground
- Tarr Erika Pitypang
- Vigyázz Lépcső
- Waszlavik Gazember László

## További programok
A rendezvényeken többféle stílusú élőzene mellett vetítés, pantomim, versmondás, jelmezbemutató és gépzene (CD/LP) is szórakoztatja a közönséget.
2010. május 15-én Piliscsabán került megrendezésre társult, támogató alkalomként egy felekezet-független imaközösség a leukémiás- és egyéb betegekért, vagyis a "Csendesnapi Imaóra a Leukémiás Betegekért".
Régóta tervezett program egy "jótékonysági Critical Mass", vagyis egy társult biciklisfelvonulás.

## Válogatásalbumok
A Leukémia Fesztivál fellépő és támogató zenekarai eddig hét Emberek Emberekért című jótékonysági válogatásalbumot adtak ki. Az albumokon magyar és külföldi előadók egyaránt szerepelnek, többféle műfajban.

## Külső hivatkozások
- Hivatalos honlap 2006-tól
- Emberek Emberekért válogatásalbumok letöltése 2007-től Archiválva 2016. március 4-i dátummal a Wayback Machine-ben
- Emberek Emberekért válogatásalbumok info[halott link]
- Gitár Világ interjú 2009[halott link]
- eZAGYVAn interjú 2008[halott link]
- Rockinform közlemény 2008[halott link]
- ePresso közlemény 2008[halott link]
- Tarzansite interjú 2007
- MetalNews beszámoló 2007[halott link]
- Est cikk 207
- ePresso beszámoló 2007[halott link]
- Pécs TV ajánló 2007[halott link]
- Magyar Nemzet cikk 2007
- Est ajánló 2007
- Tarzansite közlemény 2007
- Hundreground ajánló 2007
- Szent Korona Rádió közlemény 2007
- ePresso cikk 2007[halott link]
- euroASTRA közlemény 2007
- Jozé közleménye 2009[halott link]